# 安特衛普 (紐約州村)
安特衛普（英語：Antwerp）是位於美國紐約州傑佛遜縣的村。

## 人口
根據2020年美國人口普查的數據，安特衛普的面積為2.67平方千米，當中陸地面積為2.60平方千米，而水域面積為0.07平方千米。當地共有人口506人，而人口密度為每平方千米190人。